# العصب الدهليزي
العصب الدهليزي أحد فرعي العصب الدهليزي القوقعي (الفرع الآخر هو العصب القوقعي). ينقل العصب الدهليزي لدى البشر المعلومات الحسية من الأهداب الدهليزية في عضوي الدهليز، وهما القريبة والكييس، والقنوات الثلاث نصف الدائرية وعقدة سكاربا الدهليزية. تنقل هذه الأعضاء الموجودة في الأذن الداخلية معلومات عن وضعية الجسم وثباته بالنسبة إلى البيئة المتحركة. تتشابك محاوير العصب الدهليزي في النواة الدهليزية، وتصل إلى جدران البطين الرابع السفلية والجانبية في جذع الدماغ والبصلة السيسائية. تنشأ المحاوير من الخلايا ثنائية القطب في العقدة الدهليزية التي تقع في الجزء العلوي للنهاية الخارجية لصماخ السمع الداخلي.
تنقسم الألياف المحيطية إلى ثلاث فروع، (تذكر بعض المصادر فرعين فقط): يمر الفرع العلوي عبر الثقبة المنطقة الدهليزية العلوية وينتهي في القريبة وفي الأمبولة العظمية للقنوات شبه الهلالية العلوية والوحشية.
تعبر ألياف الفرع السفلي الثقبة في المنطقة الدهليزية السفلية وينتهي في الكييس. يسير الفرع الخلفي عبر الثقبة المفردة ويغذي الأمبولة في القناة نصف الهلالية الخلفية.

## الوظيفة
الوظيفة الرئيسية للعصب الدهليزي تحويل المعلومات الدهليزية المتعلقة بالتوازن إلى إطار مركزي مرجعي تبعًا لوضعية الرأس بالنسبة إلى الجسم. يُحدّث العصب الدهليزي الإطار المرجعي للحركات اعتمادًا على توجه الرأس بالنسبة إلى الجسم. وكمثال، عندما يقف الإنسان منتصبًا وهو ينظر إلى الأمام، تؤدي إمالة الرأس نحو اليمين إلى حركة بسيطة في الجسم نحو اليسار (ليصبح المزيد من وزن الجسم نحو اليسار) حفاظًا على التوازن. حين يكون الرأس في حركة، يكون مدى الاستجابة للتغييرات الحركية بهدف التنسيق أخفض بكثير منها عندما يكون الرأس ثابتًا.

## الأهمية السريرية

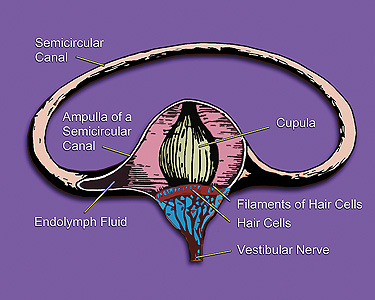
القناة نصف الدائرية للجهاز الدهليزي - مقطع عرضي

### الأذيات
بسبب أهميته في تحويل المعلومات المتعلقة بوضعية الجسم وموقعه، يؤدي العصب الدهليزي دورًا ضمنيًا في المحافظة على استقرار ضغط الدم خلال الحركة، والمحافظة على التحكم بالتوازن، والذاكرة المكانية، والتنقل. أكثر الأسباب إحداثًا للأذى في العصب الدهليزي التعرض للمضادات الحيوية ذات السمية الأذنية، وداء منيير، والتهاب الدماغ، وبعض من الاضطرابات المناعية الذاتية. يعاني المرضى المصابون بتخرّب في العصب الدهليزي من هجمات دوار مترافقة مع غثيان وتقيؤ، وانعدام التوازن والرأرأة الأفقية.

### إعادة التأهيل
يحدث التأقلم السريع بعد الإصابة بأذية العصب الدهليزي بنحو سبعة أيام أو عشرة. تتكرر الأعراض لدى نسبة صغيرة من المصابين. لا يستطيع هؤلاء الأفراد التأقلم مع الأذية الحاصلة ويعانون من هجمات متكررة من الدوار. يمكن أن يساعد دواء بيتاهيستين على مدى فترة طويلة في تسريع عملية التأقلم ويخفف من الأعراض. يستطيع المرضى تعلم استراتيجيات للتعافي من خلل التوازن من خلال المعالجة الطبيعية.